# ساندرا دياز
ساندرا دياز (بالإسبانية: Sandra Myrna Díaz) هي أحيائية أرجنتينية، ولدت في 27 أكتوبر 1961 في بيل فيل في الأرجنتين.